# Agelasta humerata
Agelasta humerata es una especie de escarabajo longicornio del género Agelasta, categorizada en la tribu Mesosini, de la subfamilia Lamiinae. Fue descrita por Breuning en 1939.

## Descripción
Mide 16-16,1 mm de longitud.

## Distribución
Se distribuye por Filipinas.